# Жюванкур
Жюванку́р (фр. Juvancourt) — коммуна во Франции, находится в регионе Шампань — Арденны. Департамент — Об. Входит в состав кантона Бар-сюр-Об. Округ коммуны — Бар-сюр-Об.
Код INSEE коммуны — 10182.
Коммуна расположена приблизительно в 200 км к востоку от Парижа, в 100 км южнее Шалон-ан-Шампани, в 60 км к востоку от Труа.

## Население
Население коммуны на 2020 год составляло 119 человек.
| 1962 | 1968 | 1975 | 1982 | 1990 | 1999 | 2008 | 2009 | 2014 | 2020 |
| ---- | ---- | ---- | ---- | ---- | ---- | ---- | ---- | ---- | ---- |
| 149  | 151  | 167  | 153  | 165  | 148  | 160  | 159  | 120  | 119  |

## Экономика
В 2007 году среди 115 человек в трудоспособном возрасте (15—64 лет) 65 были экономически активными, 50 — неактивными (показатель активности — 56,5 %, в 1999 году было 68,7 %). Из 65 активных работали 62 человека (35 мужчин и 27 женщин), безработных было 3 (3 мужчины и 0 женщин). Среди 50 неактивных 12 человек были учениками или студентами, 30 — пенсионерами, 8 были неактивными по другим причинам.

## Фотогалерея

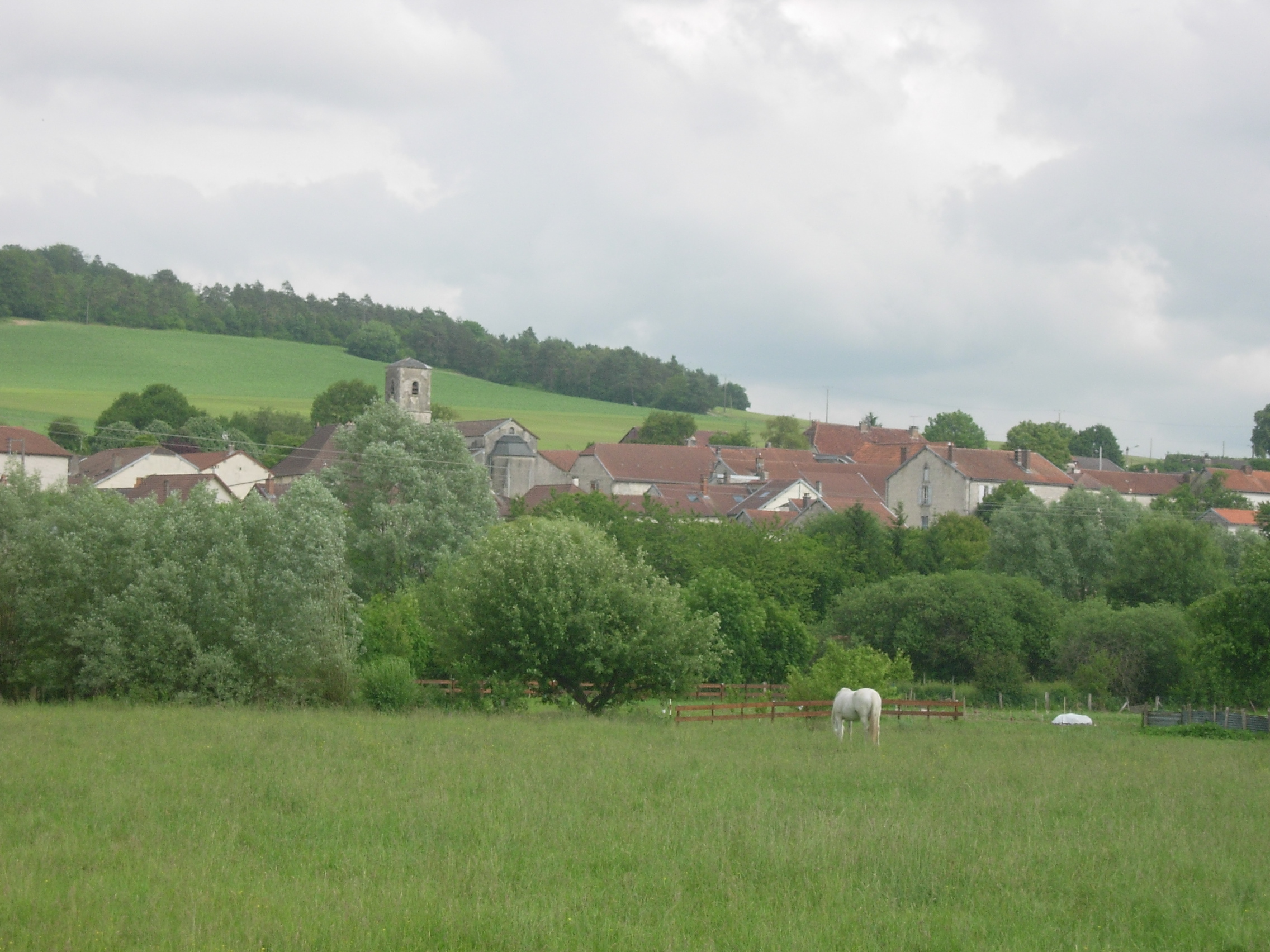
Жюванкур
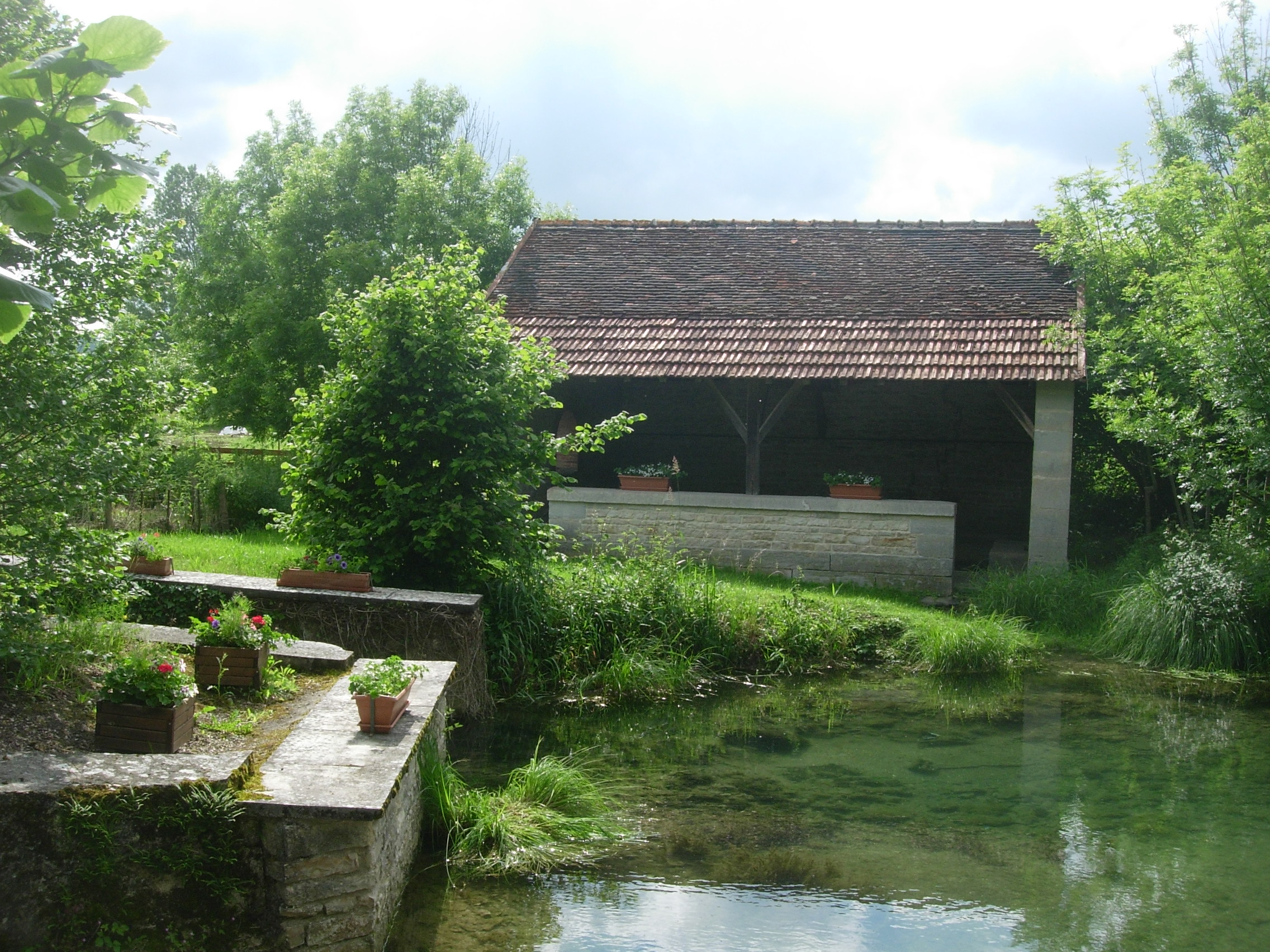
Прачечная
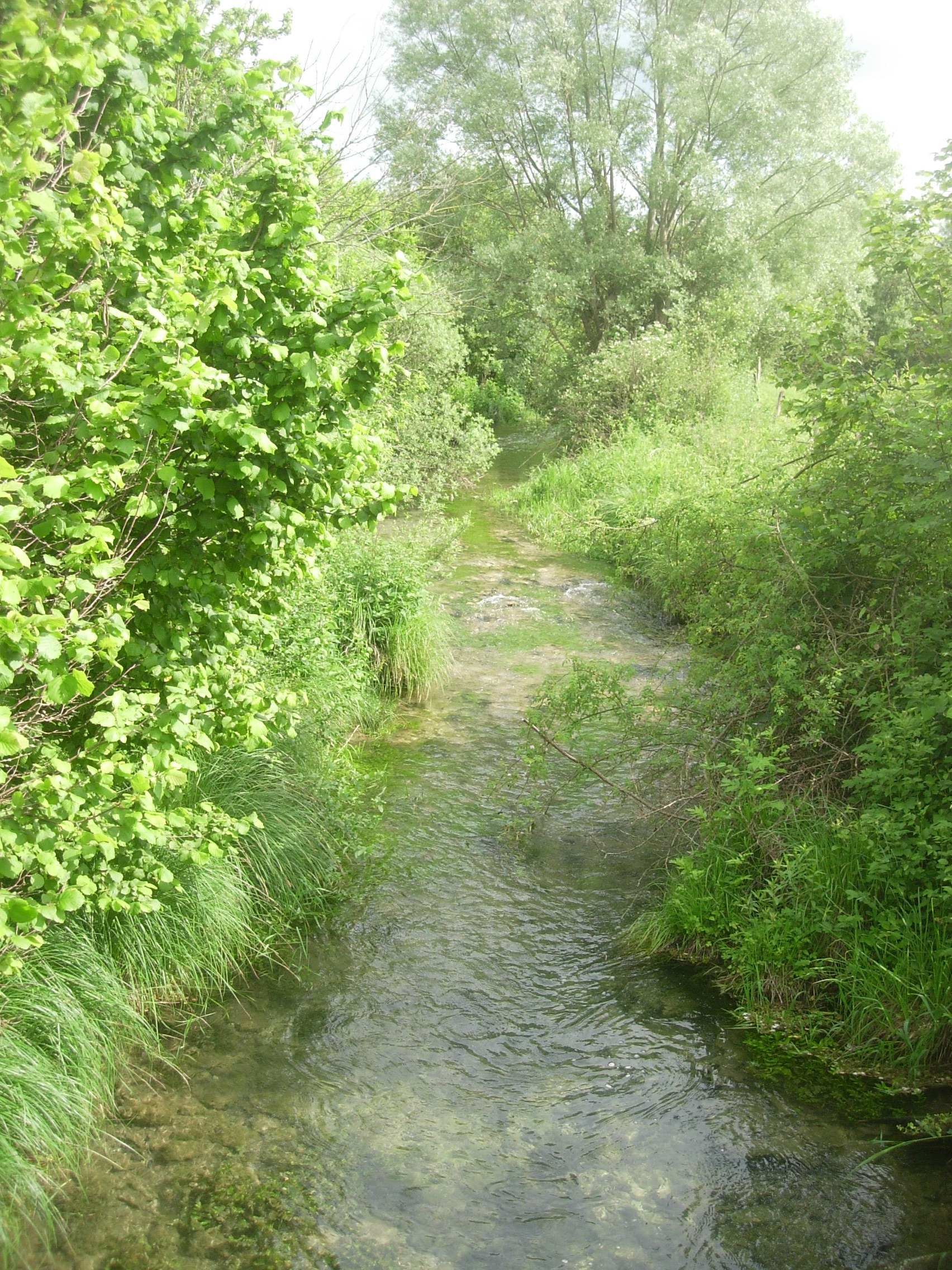
Река Маз, приток реки Об
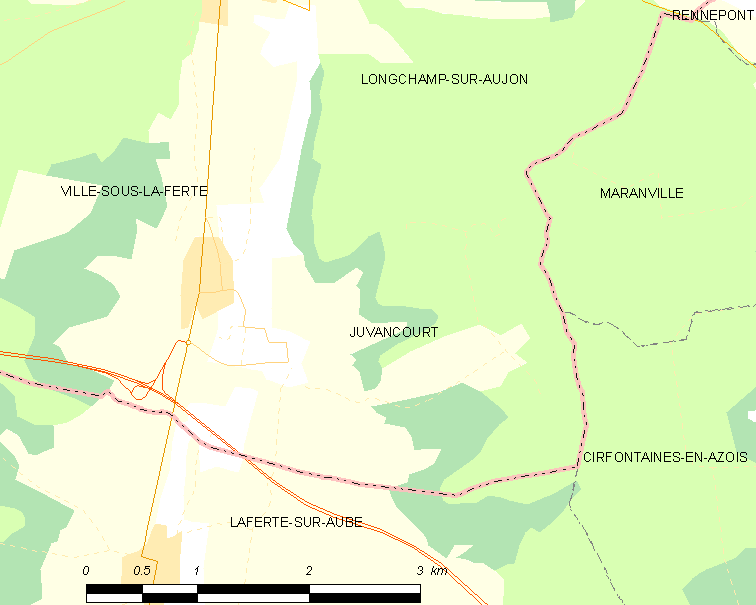
Карта коммуны